# ایمستن‌راده
ایمستن‌راده (به هلندی: Imstenrade) یک منطقهٔ مسکونی در هلند است که در هیرلن واقع شده‌است. ایمستن‌راده ۳۳۶ نفر جمعیت دارد.